# Komitat Tolna
Das Komitat Tolna [ˈtolnɒ] (ungarisch Tolna vármegye, deutsch veraltet Tolnau) ist ein Verwaltungsbezirk im Südwesten Ungarns. Es hat eine Fläche von 3.703,21 km² und 206.398 Einwohner (Stand 2024). Der Komitatssitz ist Szekszárd, andere wichtige Städte sind Tolna und Paks.

## Geographie
Die Gegend ist hügelig und wird von den nördlichen Ausläufern des Mecsek-Gebirges durchzogen. Zur Donau hin, die die Ostgrenze des Komitats bildet, fällt das Land flach ab. Das Komitat grenzt an die Komitate Fejér, Bács-Kiskun, Baranya und Somogy.

## Gliederung
Durch die Regierungsverordnung Nr. 218/2012 vom 13. August 2012 wurden zum 1. Januar 2013 die statistischen Kleinregionen (ungarisch kistérség) abgeschafft und durch eine annähernd gleiche Anzahl von Kreisen (ungarisch járás) ersetzt. Die Kleingebiete blieben für Planung und Statistikzwecke noch eine Zeitlang erhalten, wurden dann aber am 25. Februar 2014 endgültig abgeschafft. Bis zur Auflösung gab es fünf Kleingebiete im Komitat. Lediglich die Verwaltungseinheit Tamási blieb während der Reform in ihren Grenzen unverändert.

### Ehemalige Einteilung
Bis Ende 2012 existierten folgende 5 Kleingebiete im Komitat Tolna:
| Code | Kleingebiet | Verwaltungssitz | Einwohner (31. Dezember 2012) | Fläche in km² | Anzahl der Gemeinden | davon Städte |
| ---- | ----------- | --------------- | ----------------------------- | ------------- | -------------------- | ------------ |
| 4701 | Bonyhád     | Bonyhád         | 28.118                        | 377,46        | 21                   | 1            |
| 4702 | Dombóvár    | Dombóvár        | 32.333                        | 509,02        | 16                   | 1            |
| 4703 | Paks        | Paks            | 47.314                        | 765,07        | 14                   | 2            |
| 4704 | Szekszárd   | Szekszárd       | 83.382                        | 1.031,66      | 26                   | 3            |
| 4705 | Tamási      | Tamási          | 38.795                        | 1.019,94      | 32                   | 2            |

### Aktuelle Einteilung

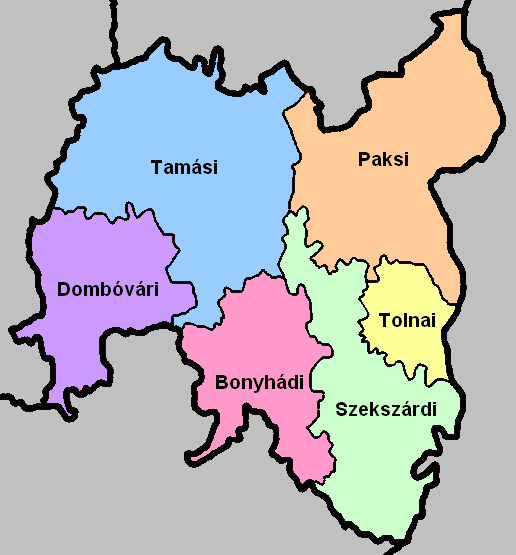
Kreise im Komitat Tolna

Das Komitat Tolna gliedert sich in 6 Kreise (ungarisch járás) mit 109 Ortschaften: die Stadt Szekszárd mit Komitatsrecht (ungarisch megyei jogú város), 10 Städte ohne Komitatsrecht (ungarisch város), 5 Großgemeinden (ungarisch nagyközség) und 93 Gemeinden (ungarisch község).

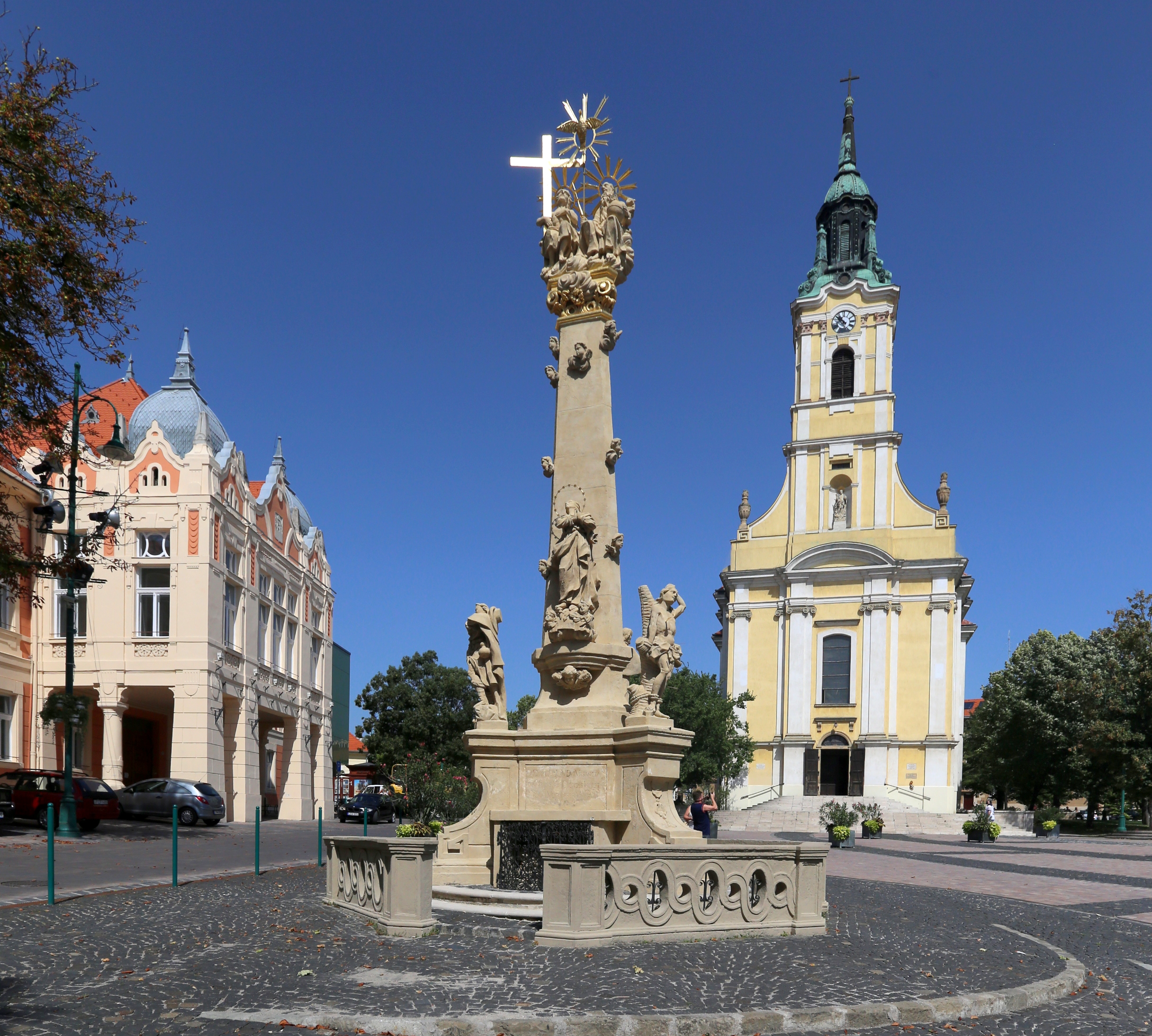
Szentháromság-Säule und römisch-katholische Kirche Urunk Mennybemenetele in Szekszárd

| Ortschaftstyp             | Anzahl | Fläche (in km²) | Fläche (in km²) | Fläche (in km²) | Bevölkerung am 1. Januar 2016 | Bevölkerung am 1. Januar 2016 | Bevölkerung am 1. Januar 2016 | Bevölkerungs- dichte (Ew/km²) |
| Ortschaftstyp             | Anzahl | absolut         | anteilig        | im Durchschnitt | absolut                       | anteilig                      | im Durchschnitt               | Bevölkerungs- dichte (Ew/km²) |
| ------------------------- | ------ | --------------- | --------------- | --------------- | ----------------------------- | ----------------------------- | ----------------------------- | ----------------------------- |
| Stadt mit Komitatsrecht   | 1      | 96,28           | 2,60 %          |                 | 32.844                        | 14,69 %                       |                               | 341,1                         |
| Städte ohne Komitatsrecht | 10     | 745,44          | 20,13 %         | 74,54           | 92.885                        | 41,54 %                       | 9.289                         | 124,6                         |
| Großgemeinden             | 5      | 290,90          | 7,86 %          | 58,18           | 15.313                        | 6,85 %                        | 3.063                         | 52,6                          |
| Gemeinden                 | 93     | 2.570,55        | 69,41 %         | 27,64           | 82.576                        | 36,93 %                       | 888                           | 32,1                          |
| Komitat Tolna gesamt      | 109    | 3.703,17        |                 | 33,97           | 223.618                       |                               | 2.052                         | 60,4                          |

Die derzeitigen Kreise sind:
| Code | Kreis     | Kreissitz | Einwohner (1. Januar 2013) | Fläche in km² | Anzahl der Gemeinden | davon Städte |
| ---- | --------- | --------- | -------------------------- | ------------- | -------------------- | ------------ |
| 140  | Bonyhád   | Bonyhád   | 31.582                     | 476,77        | 25                   | 1            |
| 171  | Dombóvár  | Dombóvár  | 32.333                     | 509,02        | 16                   | 1            |
| 172  | Paks      | Paks      | 49.610                     | 836,00        | 15                   | 2            |
| 173  | Szekszárd | Szekszárd | 59.412                     | 656,18        | 17                   | 2            |
| 174  | Tamási    | Tamási    | 38.795                     | 1.019,94      | 32                   | 2            |
| 175  | Tolna     | Tolna     | 18.210                     | 205,24        | 4                    | 1            |

### Größte Städte und Gemeinden
Alle Ortschaften ohne Namenszusatz sind Städte.
| Stadt/Gemeinde            | Deutscher Name        | Einwohner (1. Januar 2016) |
| ------------------------- | --------------------- | -------------------------- |
| Szekszárd                 | Sechshard             | 32.844                     |
| Paks                      | Paksch                | 19.117                     |
| Dombóvár                  | Dumbowa               | 18.461                     |
| Bonyhád                   | Bonnhard              | 13.322                     |
| Tolna                     | Tolnau                | 11.080                     |
| Dunaföldvár               | Feldburg an der Donau | 8.501                      |
| Tamási                    | Tammasching           | 8.068                      |
| Bátaszék                  | Badeseck              | 6.118                      |
| Fadd, Großgemeinde        |                       | 4.036                      |
| Simontornya               | Simonsthurm           | 3.986                      |
| Decs, Großgemeinde        | Detsch                | 3.746                      |
| Hőgyész, Großgemeinde     | Hedjeß                | 2.819                      |
| Bölcske, Gemeinde         |                       | 2.754                      |
| Iregszemcse, Gemeinde     |                       | 2.621                      |
| Nagydorog, Großgemeinde   |                       | 2.544                      |
| Dunaszentgyörgy, Gemeinde |                       | 2.528                      |

## Bevölkerungsentwicklung

### Bevölkerungsentwicklung des Komitats
Fettgesetzte Datumsangaben sind Volkszählungsergebnisse.
| Datum       | Einwohnerzahl | Datum      | Einwohnerzahl |
| ----------- | ------------- | ---------- | ------------- |
| 01.01.19601 | 272.101       | 01.01.2007 | 240.966       |
| 01.01.1970  | 258.760       | 01.01.2008 | 238.431       |
| 01.01.1980  | 266.273       | 01.01.2009 | 235.874       |
| 01.01.1990  | 253.675       | 01.01.2010 | 233.650       |
| 01.01.2001  | 251.594       | 01.01.2011 | 231.183       |
| 01.02.2001  | 249.683       | 01.10.2011 | 230.361       |
| 01.01.2002  | 250.337       | 01.01.2012 | 231.533       |
| 01.01.2003  | 248.998       | 01.01.2013 | 229.942       |
| 01.01.2004  | 247.287       | 01.01.2014 | 227.996       |
| 01.01.2005  | 245.350       | 01.01.2015 | 225.936       |
| 01.01.2006  | 242.946       | 01.01.2016 | 223.618       |

11960: Anwesende Bevölkerung; sonst Wohnbevölkerung

### Bevölkerungsentwicklung der Kreise
Für alle Kreise ist eine negative Bevölkerungsbilanz ersichtlich.
| Kreisname     | Bevölkerungsstand am 1. Januar | Bevölkerungsstand am 1. Januar | Bevölkerungsstand am 1. Januar | Bevölkerungsstand am 1. Januar |
| Kreisname     | 2013                           | 2014                           | 2015                           | 2016                           |
| ------------- | ------------------------------ | ------------------------------ | ------------------------------ | ------------------------------ |
| Bonyhád       | 31.582                         | 31.322                         | 30.955                         | 30.594                         |
| Dombóvár      | 32.333                         | 31.993                         | 31.663                         | 31.192                         |
| Paks          | 49.610                         | 49.319                         | 49.022                         | 48.606                         |
| Szekszárd     | 59.412                         | 58.958                         | 58.410                         | 57.923                         |
| Tamási        | 38.795                         | 38.304                         | 37.892                         | 37.429                         |
| Tolna         | 18.210                         | 18.100                         | 17.994                         | 17.874                         |
| Komitat Tolna | 229.942                        | 227.996                        | 225.936                        | 223.618                        |

## Politik
Bei den Kommunalwahlen im Jahr 2019 und im Jahr 2024 waren die Ergebnisse im Komitat Tolna wie folgt:
| Kommunalwahl | Fidesz-KDNP | DK      | Jobbik  | MM     | MSZP   | MHM     | VAN    | LMP    |
| ------------ | ----------- | ------- | ------- | ------ | ------ | ------- | ------ | ------ |
| Stimmen 2019 | 58,48 %     | 11,01 % | 10,14 % | 8,20 % | 6,99 % | 5,18 %  |        |        |
| Stimmen 2024 | 56,92 %     | 9,43 %  |         | 8,60 % | 4,27 % | 14,76 % | 3,05 % | 2,98 % |

Sitzverteilung 2019
- Fidesz-KDNP: 10 Sitze
- DK: 2 Sitze
- Jobbik: 1 Sitz
- MM: 1 Sitz
- MSZP: 1 Sitz
- MHM: 0 Sitze

Sitzverteilung 2024
- Fidesz-KDNP: 11 Sitze
- MHM: 2 Sitze
- DK: 1 Sitze
- MM: 1 Sitz
- MSZP: 0 Sitze
- VAN: 0 Sitze
- LMP: 0 Sitze

## Geschichte und Kultur

### Museen
Die staatliche Direktion der Museen des Komitats Tolna ist Träger von 5 Komitatsmuseen. Komitatssitz ist die Stadt Szekszárd.
| - Báta, János-Czencz-Gedenkmuseum (Emlékmúzeum) - Báta, Fischermuseum - Báta, Heimatmuseum (Helytörténeti Múzeum) - Bátaszék, Heimatmuseum (Helytörténeti Múzeum) - Bonyhád, Feuerwehrmuseum - Bonyhád, Museum des Völgység - Decs, Heimatmuseum - Decs, Puppenmuseum - Dombóvár, Heimatmuseum (Helytörténeti Múzeum) - Dombóvár, István-Fekete-Museum | - Dunaföldvár, Burgmuseum - Gyönk, Deutsches Heimatmuseum - Györköny, Dorfmuseum (Falumúzeum) - Györköny, Kellermuseum - Mórágy, Ortsgeschichtliches Museum - Nagydorog, Heimatmuseum (Helytörténeti Múzeum) - Nagydorog, Hut-Museum - Nagymányok, Heimatmuseum (Helytörténeti Múzeum) - Őcsény, Heimatmuseum (Helytörténeti Múzeum) - Ozora, Schlossmuseum | - Paks, Stadtmuseum (Városi Múzeum) - Simontornya, Burgmuseum* - Sióagárd, Stickereimuseum - Sióagárd, Heimatmuseum (Helytörténeti Múzeum) - Szekszárd, Mór-Wosinsky-Komitatsmuseum* - Szekszárd, Mihály-Babits-Gedenkmuseum* (Emlékmúzeum) - Szekszárd, Miklós-Mészöly-Museum* - Szekszárd, Militärmuseum - Szekszárd, Weinmuseum |

* Komitatsmuseum

## Bilder
|  |  |  |